# Alpaida antonio
Alpaida antonio är en spindelart som beskrevs av Levi 1988. Alpaida antonio ingår i släktet Alpaida och familjen hjulspindlar. Inga underarter finns listade i Catalogue of Life.